# Адигейська Вікіпедія
Адигейська Вікіпедія (адиг. Адыгэ Википедие) — розділ Вікіпедії адигейською мовою. Створена у 2016 році. Адигейська Вікіпедія станом на 27 березня 2025 року містить 557 статей, 8596 зареєстрованих користувачів, 1 адміністратора. Загальна кількість сторінок в адигейській Вікіпедії — 4314, редагувань — 15 414, мультимедійні файли відсутні. Глибина (рівень розвитку мовного розділу) адигейської Вікіпедії велика і становить 162.6 пунктів.

## Історія
- Лютий 2016 — створена 200-та стаття[3].